# Кулига (Удмуртия)
Кули́га — село в Кезском районе Удмуртской Республики. Административный центр муниципального образования «Кулигинское».
Село знаменито тем, что на его территории располагается исток Камы и живущими в нём старообрядцами.

## Происхождение названия
Слово кулига в вятских и пермских говорах означает «новь, раскорчёванное место, лесную поляну, расчищенную под земледелие, починок или выселок в лесу». Название села обыгрывается в стихотворении удмуртского поэта В. К. Семакина:
За Кулигой — у камских истоков,

У чертей на куличках — опять

От наплыва разбуженных соков

Деревам уже некогда спать.

## Географическое положение
Расстояние до районного центра Кез и ближайшей ж/д станции (Кез) составляет 37 км.

## Климат
Среднегодовая температура воздуха в Кулиге составляет +1 °C.

## История
Впервые починок казённый Кулигинский упоминается в «Ведомостях о селениях Вятской губернии» в 1802 году, а как село в 1837 году. До 1920 года село Кулига входило в Юсовскую волость Глазовского уезда Вятской губернии.
Кулига стояла на торговом пути из Глазова в Сепыч Пермской губернии. В селе был базар, иногда ярмарки — съезжалось много народу: и покупатели, и продавцы. Некоторые склады и дом купца первой гильдии Снигирева Мартемьяна Ивановича просуществовали вплоть до конца XX века.
Кулигинская церковно-приходская школа открыта в 1863 году, преобразована в 1889 году в школу грамоты.

### Советская власть
Советская власть была установлена 14 января 1918 года. Первым председателем исполкома был Бузмаков Яким Петрович. 2 августа 1918 года в Ильин день в Кулиге вспыхнул мятеж, Советская власть на несколько дней отменялась. Но прибыли военные силы из Глазова и Сепыча, власть восстановилась. Проводилось расследование, председатель был расстрелян в присутствии жителей села. В 1926 году был создан первый пионерский отряд в Кулигинской начальной школе. В пионеры было принято около 20 человек. В основном это были мальчики и девочки-удмуртки. Русских девочек из деревень родители вообще не отпускали учиться или препятствовали этому. В 1934 году Кулигинская начальная школа преобразована в семилетнюю, а с 1937 году — в среднюю.
Первый колхоз был создан в деревне Миронята в 1929 году под председательством Гавшина Андрея Кирилловича.
Был создан Кулигинский район с административным центром в Кулиге, который существовал с 23 января 1935 года по 25 ноября 1956 года. 22 февраля 1935 года было решено переименовать Кулигинский район в Камский, а село Кулигу — в Камское, однако это решение не было претворено в жизнь.
При исполкоме существовали: лесопилка, кузница, электростанция. Действовал аэродром. Регулярно садился почтовый самолёт, периодически — санитарный и пожарный. После ликвидации Кулигинского района, в 7 двухэтажных зданиях располагался Дом инвалидов с 1956 года по 1970 год.
В 1935 году в Кулигинском районе проживало 18 473 человека (в 1952 году — 10 736 человек). Почти каждый третий был призван защищать Родину, 312 из них погибло на фронтах. Два героя Советского Союза — Бисеров Кузьма Федорович и Макаров Зосим Исаакович.
Чрезмерное укрупнение с 1950 года привело к исчезновению многих деревень и колхозов в районе.

## Транспорт
Село имеет автобусное сообщение с районным центром по автодороге Кез — Кулига. По состоянию на 2019 год примерно половина расстояния до районного центра — гравийная  дорога.

## Достопримечательности
- Исток Камы и парк.
- Музей старообрядческой культуры «Истоки».

## Галерея

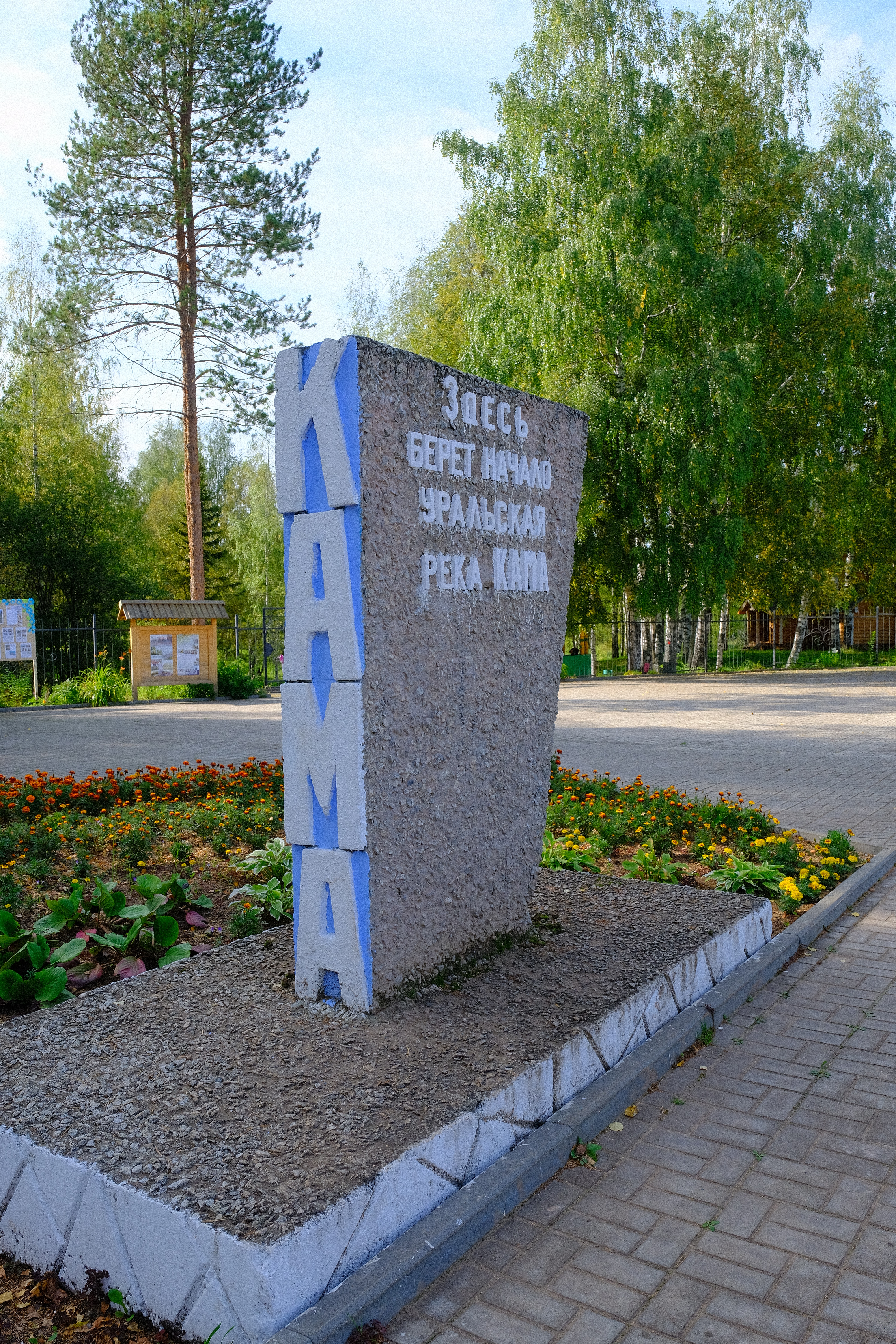
Памятник у истоков Камы
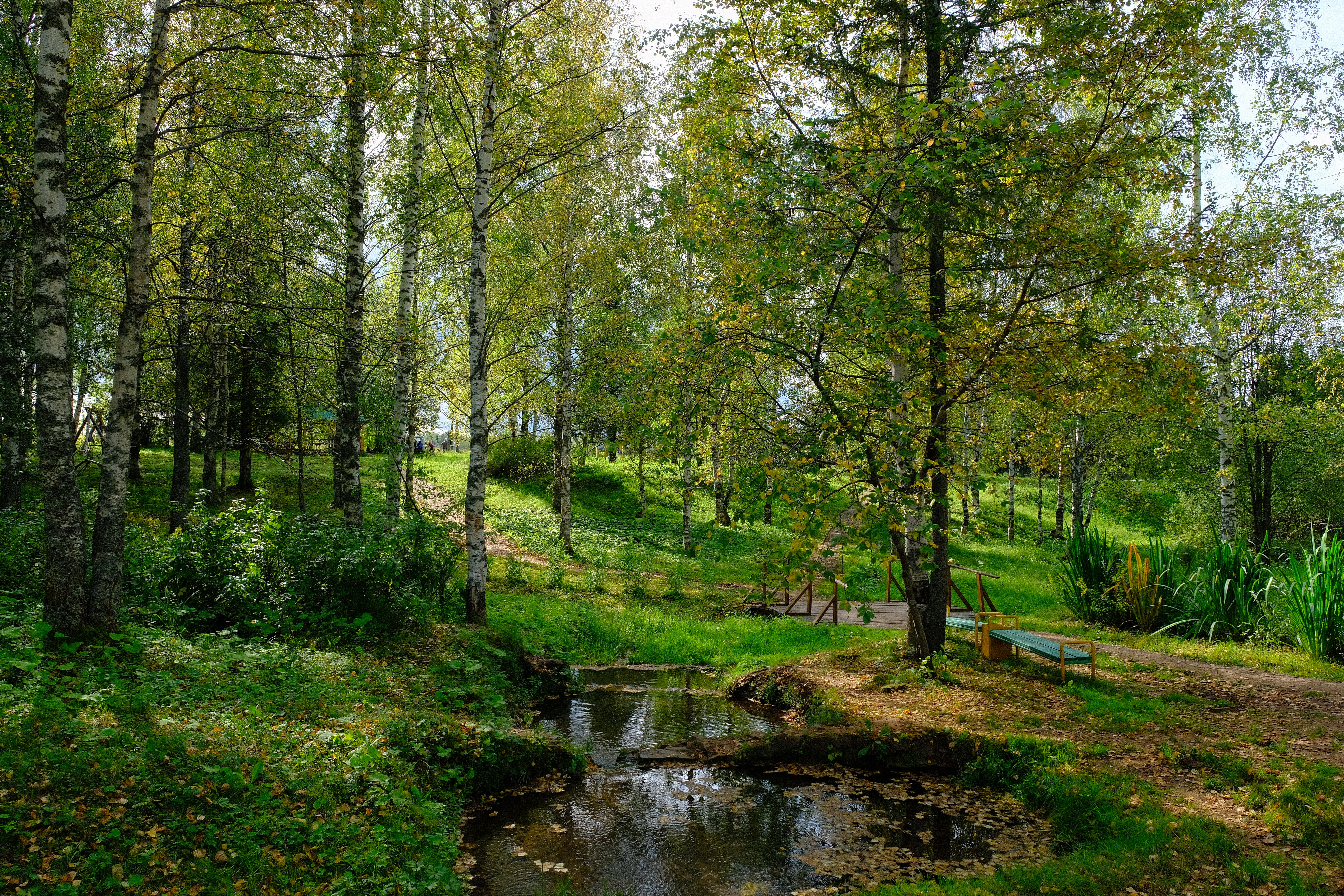
Парк у истоков Камы
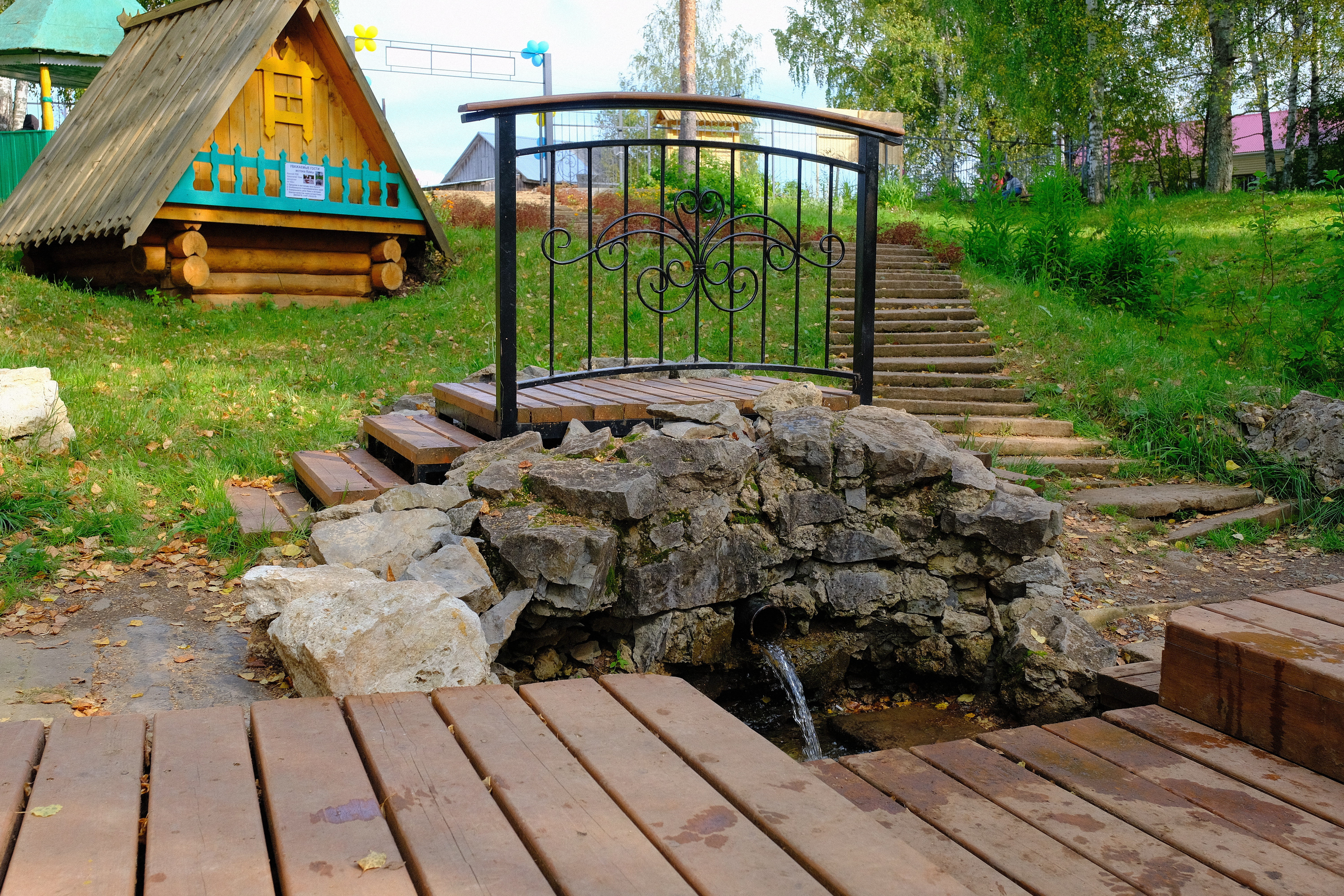
Парк у истоков Камы
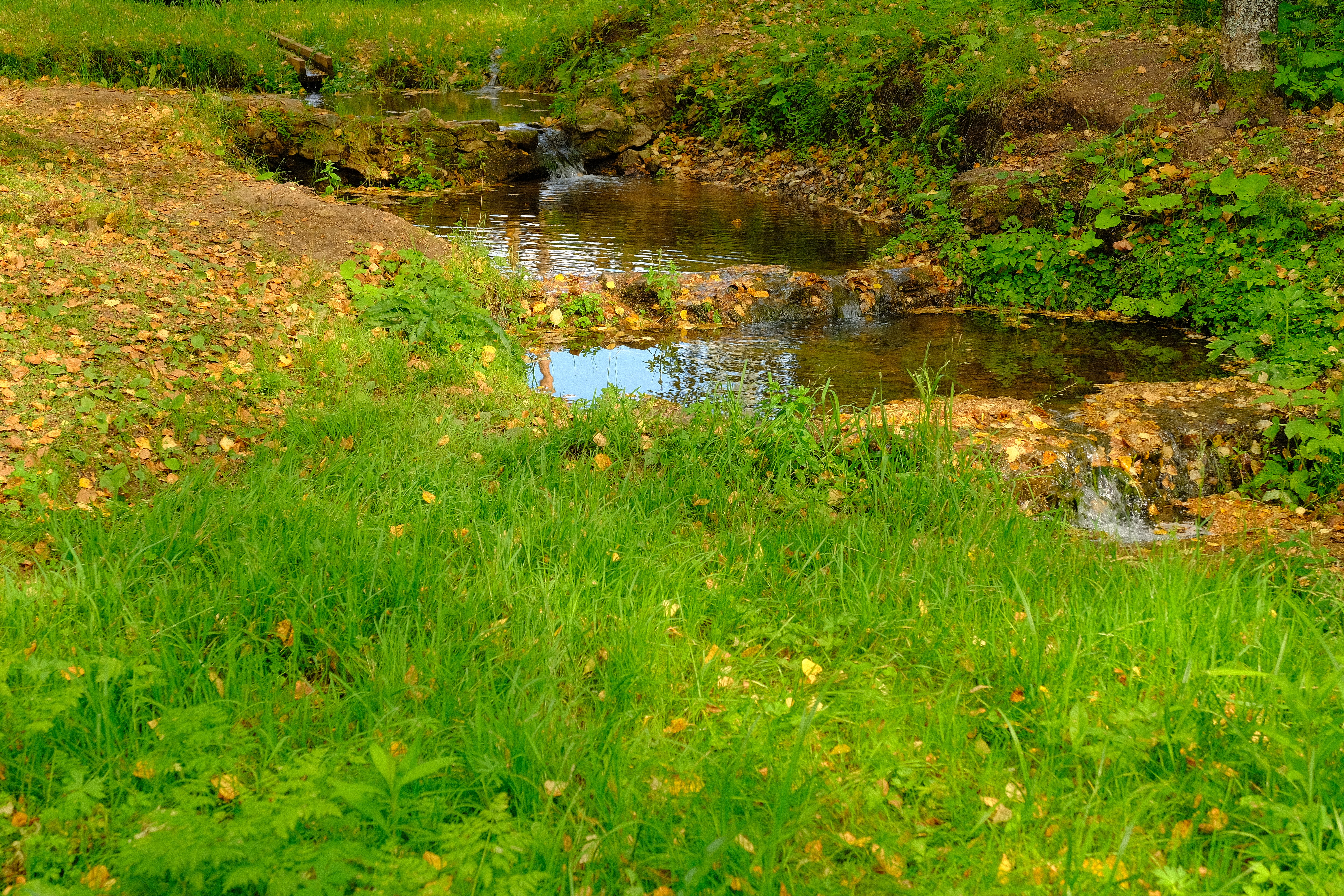
Истоки Камы
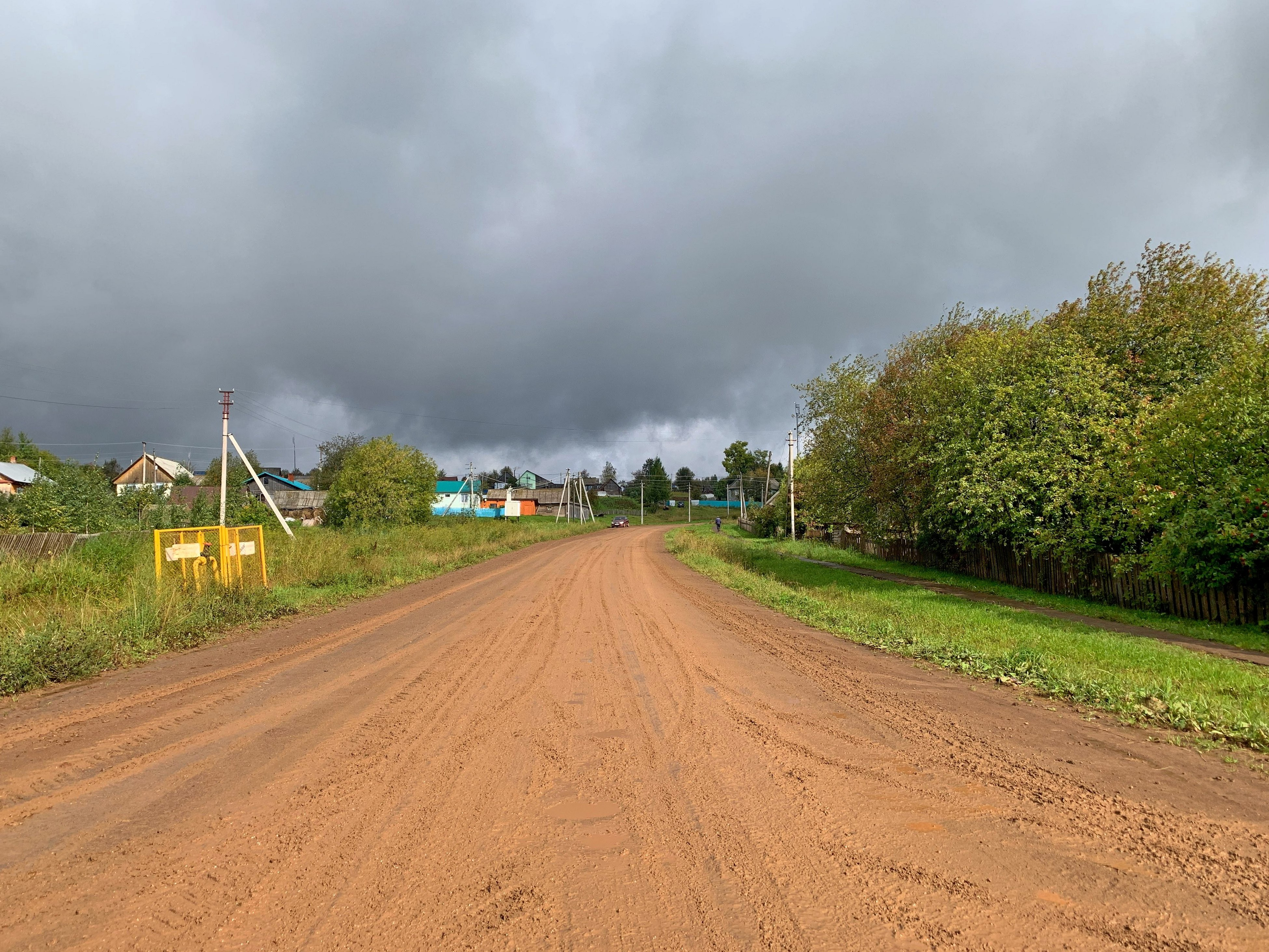
Улица Кезская в селе после дождя
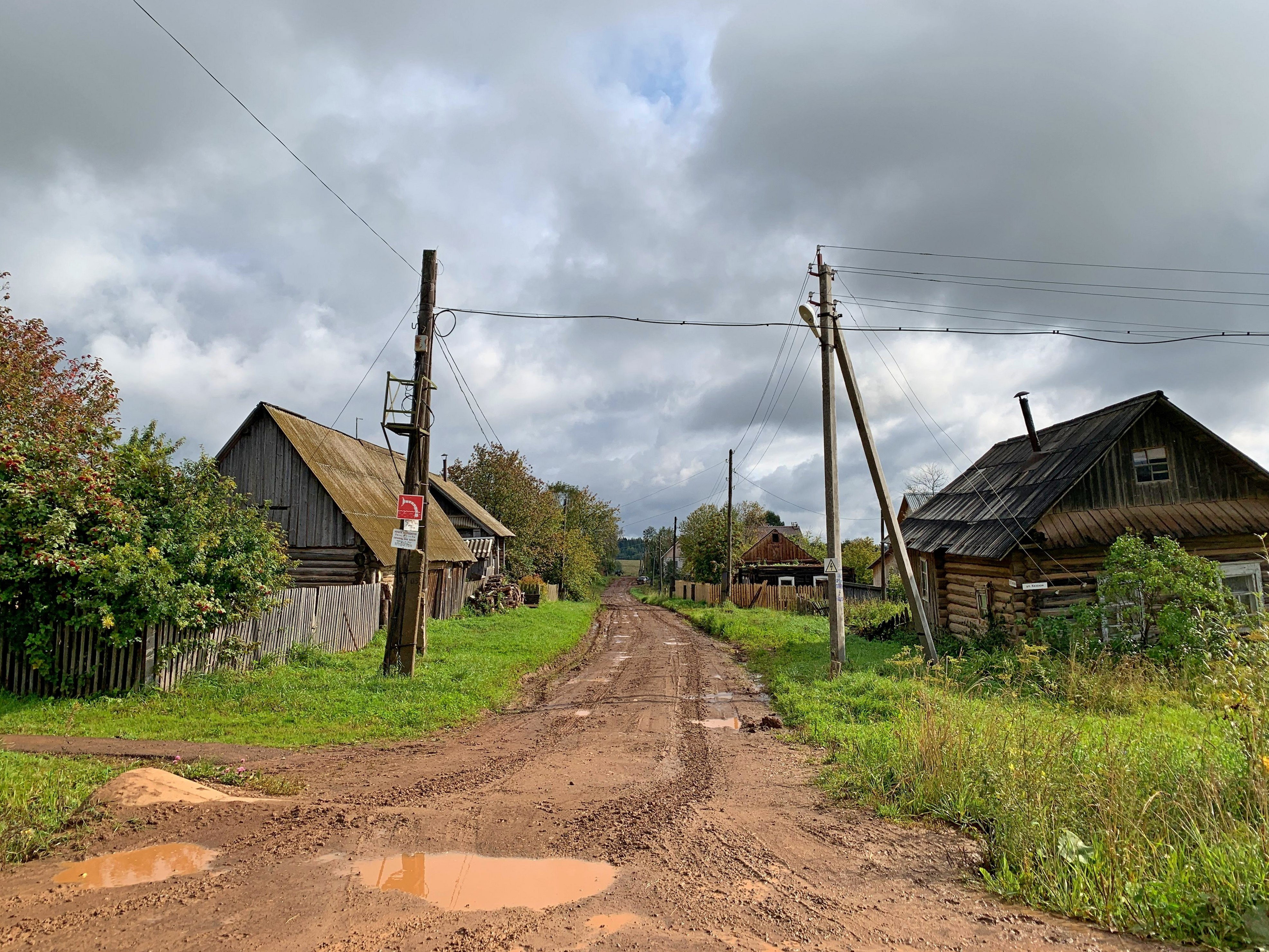
Жилые дома в селе
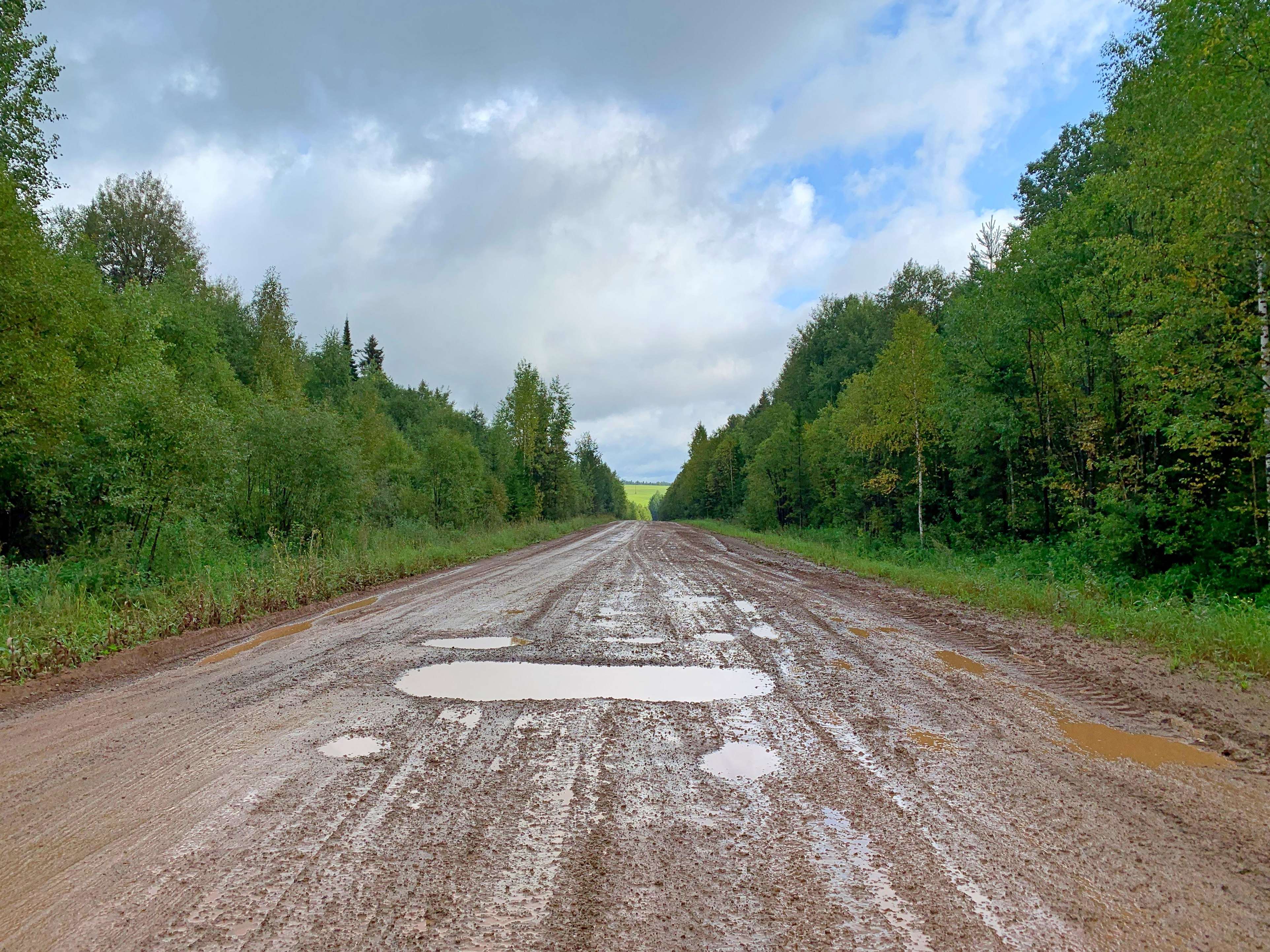
Грунтовая часть автодороги Кез — Кулига